# Pro Sesto 1913
La Pro Sesto 1913, meglio nota come Pro Sesto, è una società calcistica italiana con sede nella città di Sesto San Giovanni, nella città metropolitana di Milano. Milita nel campionato italiano di calcio di Serie D. 
Costituita nel 2010 come Nuova Pro Sesto (in forma di società sportiva dilettantistica), prosegue la tradizione sportiva iniziata nel 1913 con la nascita della Società Ginnico Sportiva Pro Sesto e poi transitata attraverso cambi di ragione sociale e rifondazioni, fino al fallimento dell'Associazione Calcio Pro Sesto s.r.l.
Vanta quale risultato più prestigioso della sua storia quattro partecipazioni alla Serie B nella seconda metà degli anni '40; il miglior piazzamento ottenuto in questa categoria fu il settimo posto del 1949.
La squadra disputa le partite casalinghe allo stadio Ernesto Breda che ha una capienza di 3.523 posti. I colori sociali sono il bianco e il celeste.

## Storia

### Dagli albori agli anni trenta

4 maggio 1949: la bandiera della Pro Sesto presente ai funerali del grande Torino dopo la tragedia di Superga

Nei primi anni del Novecento il calcio fa la comparsa nell'hinterland milanese, parallelamente alla nascita della grande industria pesante. Nel 1913, grazie allo sforzo economico di alcuni appassionati di questo nuovo sport, nasce la Società Ginnico Sportiva Pro Sesto. Alla guida del neonato sodalizio viene posto Iginio Trasi che oltre alla funzione di presidente svolge anche la mansione di allenatore, insegnando i princìpi di questo sport ai giovani reclutati nelle strade della città. La prima sede della Pro Sesto trova spazio presso l'Albergo della Grotta, situato in viale Marelli. In un prato dietro alla pensione viene realizzato il primo terreno di gioco dei biancocelesti: un campo rudimentale, le cui recinzioni esterne erano costituite da corde e le porte avevano dei pali asportabili. I problemi finanziari spinsero i dirigenti ad un risparmio sulle divise di gioco: per inserire il celeste sulle maglie bianche i calciatori erano costretti a cucirsi una fascia orizzontale di stoffa.

Pro Sesto-Bergamasca 1-1 del 21 dicembre 1919.

La Pro Sesto si affilia alla FIGC nel 1914 iscrivendosi al Campionato Regionale di Terza Categoria organizzato dal Comitato Regionale Lombardo, ottenendo un lusinghiero 3º posto per una società alle prime armi. Proprio perché alle prime armi, è per un clamoroso errore della segreteria sestese che dal Comunicato n. 18 del 20 gennaio 1915 del C.R.L. possiamo leggere i nomi dei primi "pelotisti" sestesi:
La prima partita ufficiale, certificata dalla Federazione, giocata dalla Società Ginnico Sportiva Pro Sesto è datata 17 gennaio del 1915, allorquando i sestesi affrontarono la Nazionale Lombardia. Il match termino per 2-1 in favore dei biancazzurri.
La guerra interrompe ogni tipo di attività sportiva dal 1915 fino al 1919 quando, grazie all'impegno del nuovo presidente Guido Tozzi e del vice Bottilana, la Pro Sesto si reiscrive ai campionati Lombardi, partecipando al girone B di Promozione 1919-20 e venendo subito promossa in Prima Categoria, il massimo livello dell'arcaico campionato italiano di calcio. Per la società l'impegno finanziario è al di fuori delle proprie possibilità e, così come successo anche alla Pirelli ad un paio di chilometri di distanza, finito il campionato la società non continua l'attività sportiva dopo la stagione 1921-22. L'inattività fu resa nota dalla Presidenza Federale con comunicato del 10 marzo 1922. I giocatori furono quasi equamente spartiti tra le due altre compagini sestesi in attività ovvero il Gruppo Sportivo Marelli e il Gruppo Sportivo Breda.
La società fu ricostituita all'inizio della stagione 1927-1928, grazie al sostegno di oltre duecento soci, con il nome di Unione Sportiva Pro Sesto, ripartendo dalla Quarta Divisione nell'ultima stagione in cui il Direttorio Regionale Lombardo dovette organizzarla prima della sua definitiva soppressione. La stagione però andò molto male, con il sesto posto in classifica su otto squadre. Vinse la Fulgor di Milano. Il regime fascista impose dunque la fusione con il Gruppo Sportivo Breda, sebbene dopo un solo anno il sodalizio vi fu definitivamente accorpato, scomparendo di fatto dal panorama calcistico nazionale.

Il calcio a Sesto San Giovanni proseguì con altre società nate negli anni venti e trenta, che ebbero maggior fortuna dei biancocelesti. La principale fu il Gruppo Sportivo Acciaierie e Ferriere Lombarde Falck - fondato nel 1924-, formato dagli operai dell'omonima industria milanese che riuscirono nell'impresa di raggiungere la Serie C, rimanendovi per alcuni anni e disputando anche le fasi eliminatorie della Coppa Italia. Il campo di gioco si trovava nella parte periferica dell'azienda e fu necessaria la costruzione di una tribuna in legno per accogliere i numerosi curiosi e appassionati che accorsero ad assistere alle partite. Parallelamente nacquero diverse società minori, operanti a livello giovanile, come l'Ausonia, la Pro Vittoria e i Giovani Calciatori Sestesi.

### Dagli anni quaranta agli anni novanta
La Pro Sesto, nel periodo del secondo dopoguerra, vive i momenti migliori della sua storia, disputando per quattro stagioni consecutive il campionato di Serie B. Nel 1945 nacque, sulle ceneri del GS Falck e dei Giovani Calciatori Sestesi, una nuova società; il neonato sodalizio, fondendosi con la Falck - classificatasi al quarto posto nel girone C della Serie C 1942-43 - ne acquisì i diritti sportivi, e inoltre rivendicò alla Commissione presieduta dall'avvocato Giovanni Mauro i torti subiti dal regime per la fusione coatta, venendo ammesso al torneo misto riservato a squadre di Serie B e C del Nord Italia. L'US Pro Sesto vi si piazzò all'ottavo posto, ottenendo dalla Federazione la possibilità di partecipare al successivo torneo di Serie B a tre gironi.
Sotto la presidenza Merati e con in panchina Eraldo Monzeglio vennero disputati quattro campionati cadetti. Nel 1946-1947 la squadra sestese si piazza all'undicesimo posto, ottenendo un prestigioso successo contro il Como e vincendo tutti i derby milanesi tra le mura amiche, eccezion fatta per l'incontro con il Seregno, perso per 1-0. Nella stagione successiva avviene il ridimensionamento dei quadri da parte della Federazione: da tre gironi a 18 squadre ad un unico girone a 22 squadre. Per salvarsi è necessario arrivare al settimo posto; la Pro Sesto raggiunge l'ultima piazza disponibile per la permanenza nel campionato cadetto ma in coabitazione con il Crema. Le due squadre si incontrano a Melzo il 4 luglio 1948: la Pro Sesto ha la meglio sulla formazione cremasca per 2-1 e si assicura così un altro anno nella Serie B.

Pro Sesto-Legnago 2-0 dell'8 aprile 1972.

L'annata 1948-1949 è la migliore in assoluto per la formazione sestese. Al termine di un campionato sopra le righe i biancocelesti si classificano in settima posizione, lasciandosi alle spalle Legnano, SPAL, Alessandria e Hellas Verona. Un risultato eccezionale, tenendo conto il blasone delle avversarie. La squadra milanese ottiene importanti risultati, come la vittoria sul promosso Venezia e lo 0-0 contro il Napoli. Successivamente, nel giro di tre anni, la Pro Sesto ritornerà nel campionato regionale di Promozione.
Nel 1963, in seguito alla fusione con l'AC Sestese, la società assume il nome di Associazione Calcio Pro Sesto.
La seconda metà degli anni settanta è caratterizzata dalla presenza di Olinto Bega.

Una formazione di fine anni ottanta.

A partire dal 1985 inizia l'era Peduzzi, Pasini, Fontana, triade presidenziale che con l'allenatore Alfredo Spada. nel 1987, conquista la promozione in Serie C2 e la Pro Sesto torna così nei professionisti. La forza del tandem Peduzzi - Pasini permette ai biancocelesti di raggiungere un altro traguardo importante: nel 1990, con Gianfranco Motta allenatore, i biancocelesti conquistano la Serie C1 e tornano a giocare con avversari di rango quali Bologna, Como, Monza, Empoli, Venezia e Vicenza. Un periodo caratterizzato da grandi soddisfazioni, tra le quali non va dimenticata la partecipazione alla Coppa Italia della Lega Nazionale Professionisti.

### Terzo millennio
All'inizio del nuovo millennio, la squadra retrocede in Serie C2. La Serie C1 viene riconquistata sul campo alla fine del campionato 2004-2005. Tra gli artefici della promozione, il presidente Luca Pasini. Nel torneo successivo, però, la formazione bianco-blu, dopo un buon inizio, finisce ai play-out e, perdendoli, torna subito in C2. Pasini medita addirittura di non iscrivere la squadra, per fortuna l'ingresso del comune all'interno del sodalizio consente la prosecuzione dell'avventura. Pasini prepara dunque i documenti per il ripescaggio in terza serie. Forte del primo posto nelle graduatorie di merito, la Pro Sesto resta dunque in C1.
Nel 2006-2007 un campionato con alti e bassi caratterizzato da un forte livellamento verso il basso riporta la Pro Sesto ai play-out, contro l'Ivrea. I lombardi non commettono errori come l'anno prima e con il doppio risultato di 0-0, 1-0 spingono gli eporediesi in C2 conquistando una faticosa salvezza.
Nel campionato 2007-2008 i biancocelesti partono bene con la vittoria in casa contro il Foggia e un pareggio a Verona con l'Hellas, ma passano da un periodo nero di 5 sconfitte consecutive stoppate dal 2-1 in casa col Padova, la squadra dopo l'infortunio di Robert Maah ottiene una serie di alti e bassi che la porterà a lottare per la salvezza. Tuttavia la retrocessione in Lega Pro Seconda Divisione, ex serie C2, arriva l'anno successivo quando la Pro Sesto si classifica 14º e perde i play-out contro il Venezia. Nella stagione 2009-2010 retrocede in Serie D. La società fallisce e le è revocata l'affiliazione dalla FIGC.
Il 31 marzo 2010 il club viene dichiarato fallito, sotto la gestione dell'ex ds Luciano Passirani che in estate aveva rilevato la società dalla famiglia Pasini. L'attività prosegue in esercizio provvisorio, sotto l'egida dei curatori fallimentari Maurizio Oggioni e Pino Sorrentino, in modo da poter concludere il campionato, che si risolve in un 18º posto con susseguente retrocessione in Lega Pro Seconda Divisione. Il 10 agosto successivo, visto l'art. 16 delle N.O.I.F., la FIGC revoca all'A.C. Pro Sesto srl l'affiliazione e dispone lo svincolo dei tesserati.
La continuità sportiva viene garantita da un nuovo soggetto giuridico, fondato il 6 luglio con ragione sociale Associazione Sportiva Dilettantistica Nuova Pro Sesto; la newco, presieduta da Massimo Milos e Massimo Nava, viene ammessa in sovrannumero a disputare il campionato regionale di Promozione Lombardia 2010-2011. Il 1º maggio la "nuova Pro" si aggiudica matematicamente il girone C di Promozione e un anno dopo - avendo frattanto mutato denominazione in Società Sportiva Dilettantistica Pro Sesto, vince il campionato d'eccellenza con 5 giornate di anticipo, ritornando in serie D. Successivamente la gestione affidata alla cordata degli imprenditori Salvo Zangari, Nicola Radici e Massimo Nava.
Nel 2013 entra in società l'imprenditore Mauro Ferrero, che partendo da una partecipazione del 20% diviene entro il 2022 l'azionista di riferimento della Pro Sesto.
Dopo alcune stagioni interlocutorie, nel 2017 l'ingaggio dell'allenatore Francesco Parravicini vede la Pro Sesto proporsi ripetutamente come candidata al ritorno nel professionismo, che viene infine conseguito nel 2019-2020 grazie alla vittoria nel girone B del campionato di Serie D, in un contesto di campionato concluso anzitempo a causa dello scoppio della pandemia di COVID-19 in Italia; decisivo per garantire ai biancocelesti il ritorno in Serie C si rivela lo scontro diretto casalingo col Legnano, vinto per 3-2.
Le successive due stagioni si rivelano travagliate: nel 2020-2021 Parravicini, inizialmente confermato, viene esonerato nella prima parte del girone di ritorno in favore di Antonio Filippini, che pur non riuscendo a superare il 17º posto evita alla Pro i playout grazie ai 12 punti di distacco sulla Pistoiese, 18^ e quindi subito retrocessa. Nel 2021-2022 occorrono invece ben 6 cambi di guida tecnica (a Filippini subentrano dapprima Simone Banchieri e quindi Ettore Pasca, alternati dalle brevi "reggenze" del vice Stefano di Gioia) per portare quantomeno i biancocelesti agli spareggi, ove riescono nuovamente a evitare la retrocessione grazie al doppio confronto con il Seregno: le due partite finiscono in parità e a scendere in Serie D sono i brianzoli, in virtù della peggior posizione in classifica.
Nell'estate 2022 la società decide quindi per un deciso rimpasto alla squadra, che viene ricostruita dal direttore sportivo Christian Botturi con l'innesto di molti giovani ed affidata all'allenatore esordiente Matteo Andreoletti. A sorpresa il girone d'andata vede i biancocelesti proporsi tra le squadre di vertice, arrivando a tratti a occupare anche la prima posizione nel gruppo A di Serie C. Una flessione sul finire della stagione regolare porta la Pro a perdere tuttavia terreno rispetto alla Feralpisalò, che infine vince il girone, e a concludere in quarta posizione; il successivo cammino nei playoff termina al primo turno della fase nazionale per mano del Vicenza.
Di segno completamente opposto si rivela la stagione 2023-2024: persi sia Botturi che Andreoletti (trasferitisi rispettivamente al Mantova e al Benevento), la Pro si trova stabilmente nelle retrovie e nemmeno il doppio cambio in panchina (a Francesco Parravicini subentra Massimo Paci, poi ugualmente esonerato in favore di Daniele Angellotti) le evita la retrocessione diretta in Serie D. Il rovescio segna altresì la fine della gestione Albertini: nell'estate 2024 il controllo del club passa alla società d'investimento di diritto britannico Professional Football Investments ltd.

## Colori e simboli

### Colori

La Pro Sesto 1945-1946, con la tradizionale divisa bianca fasciata.

Fin dalla fondazione della società, i suoi colori sociali sono il bianco e il celeste. La tradizionale divisa è interamente bianca con una fascia orizzontale azzurra sul petto. In età arcaica, a causa della difficile situazione economica in cui versavano le casse della società, i calciatori dovevano cucirsi da sé la banda celeste sulla casacca; non di rado essa si staccava durante la partita, compromettendo l'equilibrio dei calciatori stessi. In alcune estemporanee circostanze la Pro Sesto ha tuttavia adottato anche completi differenti, ad esempio a strisce verticali bianco-azzurre, bianche con pinstripes azzurre o ancora bianche con l'azzurro relegato ai margini.
Tipicamente le divise di cortesia usano lo stesso schema del completo casalingo, ma a colori invertiti (maglia azzurra e fascia bianca), oppure declinati sulle tinte bianco-rosso, in omaggio allo stemma civico (d'argento, al castello torricellato di due, di rosso...); peculiare in tale ambito fu la terza maglia dell'annata 2020-2021, recante un disegno che evocava la linea 1 della metropolitana di Milano, che ha a Sesto San Giovanni il proprio capolinea orientale. Non sono poi mancate tinte più estrose, come il giallo, il verde o finanche il nero. 
In occasione del centenario dalla fondazione della società, ricorso nel 2013, i calciatori sestesi indossarono una divisa celebrativa composta da una maglietta interamente celeste con il numero 100 stilizzato sul petto, interamente bianco, e calzettoni e calzoncini bianchi.

### Simboli ufficiali

#### Stemma
Lo stemma dell'A.C. Pro Sesto - fallita nel 2010 - era composto da un ovale con sfondo bianco diviso al centro in verticale in due parti: a sinistra compariva la tradizionale fascia celeste che caratterizza la divisa, contenente al suo interno la data di fondazione del sodalizio, a destra una torre stilizzata in oro. Nella parte alta della stemma la dicitura "AC" mentre nella parte bassa "PRO SESTO".
Nel 2010 fu fondata la Nuova Pro Sesto, il cui stemma - circolare anziché ovale - fu disegnato da Marco Nava, figlio del presidente e fondatore della società Massimo. All'interno trovavano posto la fascia celeste con la torre dorata sovrapposta. La denominazione societaria era collocata nella parte alta mentre nella parte bassa le due date "1913" e "2010". Successivamente fu adottato uno stemma simile in cui il colore celeste prevaleva in maniera netta sul bianco.
Nel 2020 è stato adottato un nuovo logotipo, che consiste nel solo lettering della ragione sociale.

Stemma utilizzato dal 2012 al 2020.
Logo in uso dal 2020.

#### Inno
Nel 2011, Roberto Vaini, consigliere comunale di Sesto San Giovanni e appassionato tifoso del sodalizio biancoceleste, ha donato alla società un inno scritto da lui in vernacolo. Vaini nella stesura del testo trasse ispirazione da una lettera che pochi giorni prima Alessandro Nava, allora presidente della Pro Sesto, inviò ai ragazzi del settore giovanile.

## Strutture

### Stadio
La Pro Sesto gioca le partite di casa allo stadio Ernesto Breda, costruito nel 1939. La struttura, di proprietà dell'Ente Parco Nord Milano, è capace di 3 523 posti a sedere.

## Società

### Organigramma societario
- Presidente – Niklas Amundsson
- Consigliere – Franco Morino
- Vice-Presidente e Consigliere – Marco Scagliola
- Amministratore Delegato – Paolo Rossi
- Direttore Generale – Luigi Conte
- Direttore Commerciale – Andrea Painini
- Segretario Generale – Ermes Regali
- Direttore Sportivo – Andrea Scandola
- Responsabile Settore Giovanile – Marco Grossi
- Responsabile Attività di Base Settore Giovanile – Gabriele Parolari
- Segretario Settore Giovanile e Calcio Femminile – Lorenzo Bascialla
- Coordinatore Calcio Femminile – Matteo Simari
- Direttore Sportivo Calcio Femminile – Alessandro Cartago
- Comunicazione e Ufficio Stampa – Lucretia Paggetta

### Sponsor
Di seguito i fornitori tecnici e gli sponsor ufficiali.
| Cronologia degli sponsor tecnici - ? Garman - ? Erreà - ?-2016 Legea - 2016-2017 maglie autoprodotte - 2017-2023 Erreà - 2023- Givova |

### Settore giovanile

Gli Allievi campioni d'Italia nel 1989-1990.

Nelle formazioni giovanili della Pro Sesto giocarono l'imprenditore Urbano Cairo e l'ex pilota automobilistico di Formula 1 Ivan Capelli. Il primo vi militò dai 16 ai 18 anni - giocando da esterno alto e indossando la maglia numero 7 -, il secondo invece a partire dalla metà degli anni settanta, optando in seguito per la carriera motoristica. Dal settore giovanile della società sestese sono usciti calciatori come Cristian Brocchi, Francesco Parravicini, Fabio Macellari e Massimo Carrera.
Due formazioni giovanili della Pro Sesto hanno conquistato il titolo di campione d'Italia nella rispettiva categoria. Nella stagione 1989-1990 gli Allievi nazionali vinsero il campionato riservato ai vivai delle formazioni di Serie C1 e Serie C2. Nella stagione 2007-2008 fu la volta della squadra Berretti, che vinse in finale contro i pari età del Pescara (vittoria per 4-0 all'andata e sconfitta per 3-1 al ritorno) dopo aver eliminato in semifinale il Monza.
Nella stagione 2022-2023 il settore giovanile della Pro Sesto comprende 13 squadre maschili (dalla Primavera a tutte le fasce d'età da under-17 a under-8) e 5 squadre femminili (da juniores a pulcine).

### Sezione femminile
La società ha costituito la propria sezione femminile nel 2019 partendo dal campionato di Eccellenza e salendo in Serie C dopo aver vinto la stagione.
Nella stagione 2020-2021 vince il girone A e viene promossa in Serie B.

## Allenatori e presidenti
- 1914-1915 ...
- 1915-1919 Campionati fermi per cause belliche
- 1919-1921 ...
- 1921-1922 Inattivo
- 1922-1923 ...
- 1923-1927 Inattivo
- 1927-1928 ...
- 1928-1945 Inattivo
- 1945-1946  Remo Cossio
- 1946-1947  Carlo Mantegazza
 Alexander Popovic
- 1947-1949  Eraldo Monzeglio
- 1949-1950  Osvaldo Ferrini
- 1950-1951  Carlo Mantegazza
 Gino Vianello
- 1951-1952  Osvaldo Ferrini
- 1952-1954 ...
- 1954-1956  Giuseppe Corti
- 1956-1958  Francesco Meregalli
- 1958-1959  Giuseppe Mandelli
- 1959-1960  Mario Gambazza
- 1960-1961  Mario Gambazza
 Ubaldo Passalacqua
- 1961-1962  Oreste Barale
 Costantino Galbiati
- 1962-1966  Costantino Galbiati
- 1966-1967  Costantino Galbiati
 Attilio Kossovel
- 1967-1968  Costantino Galbiati
 Attilio Kossovel
- 1968-1970  Felice Arienti
- 1970-1971  Giovanni Calegari
 Franco Carminati
- 1971-1972  Franco Carminati
- 1972-1973  Livio Ghioni
- 1973-1974  Felice Arienti
- 1974-1976  Livio Ghioni
- 1976-1981 ...
- 1981-1982  Dante Lodrini
- 1982-1986 ...
- 1986-1987  Alfredo Spada
- 1987-1988  Alfredo Spada
 Giancarlo Danova
- 1988-1989  Giancarlo Danova
- 1989-1994  Gianfranco Motta
- 1994-1995  Roberto Antonelli (1ª-24ª)
 Carlo Soldo (25ª-34ª)
- 1994-1995  Mario Belluzzo
 Franco Vannini
- 1996-1998  Gianfranco Motta
- 1998-1999  Davide Aggio
- 1999-2000  Davide Aggio (1ª-10ª)
 Simone Boldini (11ª-34ª)
- 2000-2001  Davide Aggio (1ª-5ª)
 Gianpaolo Rossi (6ª-34ª)
- 2001-2002  Gianpaolo Rossi (1ª-22ª)
 Alessandro Musicco (23ª-34ª)
- 2002-2003  Alessandro Musicco (1ª-10ª)
 Giovanni Trainini (11ª-34ª)
- 2003-2004  Giovanni Trainini (1ª-17ª)
 Stefano Nava (18ª-20ª)
 Alessandro Scanziani (21ª-34ª)
- 2004-2005  Gianfranco Motta
- 2005-2006  Giancarlo D'Astoli (1ª-10ª)
 Giovanni Trainini (11ª-27ª)
 Francesco Vincenzi (28ª-34ª)
- 2006-2007  Carlo Muraro (1ª-24ª)
 Antonio Sala (25ª-34ª)
- 2007-2008  Antonio Sala
- 2008-2009  Antonio Sala (1ª-31ª)
 Gian Cesare Discepoli (32ª-34ª)
- 2009-2010  Alessio Pala (1ª-11ª)
 Corrado Cotta (12ª-34ª)
- 2010-2011  Fabio Grassini
 Giuliano Melosi
- 2011-2012  Giuliano Melosi
- 2012-2013  Giuseppe Manari
 Umberto Cortellazzi
 Stefano Di Gioia e  Jacopo Colombo
- 2013-2014  Stefano Di Gioia
- 2014-2015  Fiorenzo Roncari
 Carmelo Dato
 Benito Carbone
- 2015-2016  Oscar Magoni
 Francesco Monaco
- 2016-2017  Alessio Delpiano
- 2017-2020  Francesco Parravicini
- 2020-2021  Francesco Parravicini (1ª-33ª)
 Antonio Filippini (34ª-38ª)
- 2021-2022  Antonio Filippini (1ª-4ª)
 Stefano Di Gioia (5ª)
 Simone Banchieri (6ª-20ª)
 Stefano Di Gioia (21ª-22ª)
 Simone Banchieri (23ª)[52]
 Stefano Di Gioia (24ª-28ª)
 Ettore Pasca (29ª-38ª e play-out)
- 2022-2023  Matteo Andreoletti
- 2023-2024  Francesco Parravicini (1ª-22ª)
 Massimo Paci (23ª-28ª)
 Daniele Angellotti (29ª-38ª)
- 2024-2025  Daniele Angellotti

- 1914-1915 ...
- 1915-1919 Campionati fermi per cause belliche
- 1919-1921 ...
- 1921-1922 Inattivo.
- 1922-1923 ...
- 1923-1927 Inattivo.
- 1927-1928 ...
- 1928-1945 Inattivo.
- 1945-1949  Luigi Merati
- 1949-1950  Carlo Dubini
- 1950-1951  Telesforo Malinverni
- 1951-1986 ...
- 1986-2001  Giuseppe Peduzzi
- 2001-2007  Luca Pasini
- 2007-2009  Elisabetta Pasini
- 2009-2010  Luciano Passirani
- 2010-2012  Massimo Milos e  Massimo Nava
- 2012-2016  Salvo Zangari
- 2016-2017  Nicola Radici
- 2017-  Gabriele Albertini

## Calciatori

### Hall of fame
Di seguito la Hall of fame presente sul sito internet ufficiale della società.
- Fabio Macellari (1991-1994)
- Massimo Carrera (1982-1983)
- Filippo Galli (2002-2004)
- Cristian Brocchi (1995-1997)
- Stefano Eranio (2002-2003)
- Stefano Nava (giovanili; 2000-2001)
- Fabian Valtolina (1991-1993)

- Fabrizio Casazza (1991-1994)
- Paolo Orlandoni (1994-1995)
- Simon Laner (2007-2008)
- Alessandro Lambrughi (2006-2009)
- Abdelkader Ghezzal (2006-2007)
- Robert Maah (2007-2009)

### Capitani
- Francesco Meregalli (1945-1946)
- Giosué Sanvito (1946-1947)
- Francesco Meregalli (1947-1951)
- Carlo Sacchi (1954-1961)
- Filippo Corti (2014-2016)[54]
- Luca Scapuzzi (2019-2022)
- Tommaso Gattoni (2022-2024)
- 🇮🇹 Alessandro De Respinis(2024-....)

### Contributo alle Nazionali
Gli unici calciatori a vestire la maglia azzurra durante la militanza nella Pro Sesto sono stati il portiere Enrico Malatesta e l'attaccante Carmelo Augliera, che nell'ottobre del 1991 debuttarono nella medesima partita della Nazionale Under-16. Augliera tre anni più tardi giocò anche con la Nazionale Under-18.
Nessun calciatore straniero ha invece vestito la divisa della propria nazionale.

## Palmarès

### Competizioni interregionali
- Serie C2: 1

2004-2005 (girone A)
- Serie D: 1

2019-2020 (girone B)
- Campionato Interregionale: 1

1986-1987 (girone B)

### Competizioni regionali
- Eccellenza: 1

2011-2012 (girone A)
- Promozione: 3

1952-1953 (girone C), 1981-1982 (girone A), 2010-2011 (girone C)
- Prima Categoria: 1

1965-1966 (girone B)

### Competizioni giovanili
- Campionato nazionale Dante Berretti: 1

2007-2008
- Campionato Allievi Nazionali Serie C: 1

1989-1990
- Campionato Nazionale Under-15 Serie C: 1

2023-2024

### Altri piazzamenti
- Serie C2:

Secondo posto: 1989-1990 (girone B)
- Serie D:

Terzo posto: 1959-1960 (girone B), 1975-1976 (girone B), 2018-2019 (girone B)
- Campionato Interregionale:

Terzo posto: 1982-1983 (girone B), 1985-1986 (girone B)
- Prima Categoria:

Secondo posto: 1964-1965 (girone B)
Terzo posto: 1962-1963 (girone E), 1963-1964 (girone B)

## Statistiche e record

### Partecipazione ai campionati
Campionati su base nazionale e interregionale
| Livello | Categoria                           | Partecipazioni | Debutto   | Ultima stagione | Totale |
| ------- | ----------------------------------- | -------------- | --------- | --------------- | ------ |
| 2º      | Serie B                             | 4              | 1946-1947 | 1949-1950       | 4      |
| 3º      | Serie B-C Alta Italia               | 1              | 1945-1946 | 1945-1946       | 16     |
| 3º      | Serie C                             | 5              | 1950-1951 | 2023-2024       | 16     |
| 3º      | Serie C1                            | 9              | 1990-1991 | 2007-2008       | 16     |
| 3º      | Lega Pro Prima Divisione            | 1              | 2008-2009 | 2008-2009       | 16     |
| 4º      | IV Serie                            | 5              | 1953-1954 | 1958-1959       | 40     |
| 4º      | Serie D                             | 22             | 1959-1960 | 2025-2026       | 40     |
| 4º      | Serie C2                            | 12             | 1987-1988 | 2004-2005       | 40     |
| 4º      | Lega Pro Seconda Divisione          | 1              | 2009-2010 | 2009-2010       | 40     |
| 5º      | Campionato Interregionale - 2° Cat. | 1              | 1957-1958 | 1957-1958       | 9      |
| 5º      | Serie D                             | 3              | 1978-1979 | 2013-2014       | 9      |
| 5º      | Campionato Interregionale           | 5              | 1982-1983 | 1986-1987       | 9      |

In 59 stagioni sportive a partire dalla fondazione della società nel 1913. Sono compresi uno Cadetto Misto Alta Italia e 13 campionati di Serie C2. Non viene considerata la stagione in Prima Categoria in quanto la squadra non andò oltre il girone eliminatorio.
Campionati su base regionale
| Livello | Categoria       | Partecipazioni | Debutto   | Ultima stagione | Totale |
| ------- | --------------- | -------------- | --------- | --------------- | ------ |
| I       | Prima Categoria | 1              | 1920-1921 | 1920-1921       | 13     |
| I       | Terza Divisione | 1              | 1927-1928 | 1927-1928       | 13     |
| I       | Promozione      | 5              | 1952-1953 | 1981-1982       | 13     |
| I       | Prima Categoria | 5              | 1961-1962 | 1965-1966       | 13     |
| I       | Eccellenza      | 1              | 2011-2012 | 2011-2012       | 13     |
| II      | Promozione      | 2              | 1919-1920 | 2010-2011       | 2      |
| III     | Terza Categoria | 1              | 1914-1915 | 1914-1915       | 1      |

Annotazioni
1. ↑  All'epoca massimo livello del campionato italiano di calcio.
2. ↑  All'epoca quarto livello del campionato italiano di calcio.
3. ↑  I campionati 1951-1952 e 1952-1953 furono il quarto livello del campionato italiano di calcio mentre i campionati dal 1979 al 1982 il sesto.
4. ↑  All'epoca quinto livello del campionato italiano di calcio.
5. ↑  All'epoca sesto livello del campionato italiano di calcio.
6. ↑  Il campionato 1919-1920 fu il secondo livello del campionato italiano di calcio mentre il campionato 2010-2011 il settimo.
7. ↑  All'epoca terzo livello del campionato italiano di calcio.

### Partecipazione alle coppe
| Competizione          | Partecipazioni | Debutto   | Ultima stagione | Totale |
| --------------------- | -------------- | --------- | --------------- | ------ |
| Coppa Italia          | 3              | 1994-1995 | 2008-2009       | 3      |
| Coppa Italia Serie C  | 21             | 1987-1988 | 2007-2008       | 23     |
| Coppa Italia Lega Pro | 2              | 2008-2009 | 2009-2010       | 23     |
| Coppa Italia Serie D  | 10             | 2012-2013 | 2025-2026       | 10     |

## Tifoseria
Sede della tifoseria organizzata sestese è la curva ovest (impropriamente definita "curva nord") "Vito Porro" dello stadio Ernesto Breda.

### Gemellaggi e rivalità
La tifoseria della Pro Sesto vanta gemellaggi con quelle di Chievo Verona, AlbinoLeffe e Pro Vercelli. Rapporti amichevoli o rispettosi intercorrono con i supporters del Vicenza, della Massese e del Piacenza, mentre per quanto concerne le rivalità si annoverano quelle verso le curve di Monza, Seregno, Mantova, Casale, Novara, Trento, Giana Erminio, Ivrea, Pavia, Pro Patria e Varese.